# مانفرد شومان
مانفرد شومان (آلمانی: Manfred Schumann؛ زادهٔ ۷ فوریهٔ ۱۹۵۱) ورزشکار دو و میدانی و ورزشکاران بابسلد اهل آلمان است.
وی همچنین برندهٔ جوایزی همچون برگ بوی نقره‌ای شده‌است.